# Prionocerídeos
Prionocerídeos (Prionoceridae) é uma pequena família de besouros, da subordem Polyphaga. Eles formam um grupo dentro dos besouros cleroides e foram anteriormente tratados como uma subfamília (Prionocerinae) dentro da família Melyridae. Muito pouco se sabe sobre sua história de vida, mas a maioria das espécies se alimentam de pólen quando adultas e ocorrem em grande número durante a primavera ou a estação de floração do hospedeiro. As larvas são predadoras ou se alimentam de madeira em decomposição.

## Descrição
Os besouros da família são alongados com élitros macios. Os élitros geralmente são cobertos por fileiras de pelos. A margem dos olhos não é redonda, mas entalhada anteriormente. A cabeça está voltada para a frente (prognata) e a região do clípeo é produzida em um focinho curto e achatado. Cada uma das pernas tem cinco tarsos (5-5-4 nos Oedemeridae ) com garras simples e um único esporão na pró-tíbia. Os machos Idgia e Prionocerus têm um pente na borda interna do segmento tarsal distal da perna dianteira. Os gêneros Nacerdes e Xanthochroa na família Oedemeridae e alguns Cantharidae têm semelhança com alguns dos Prionoceridae.
Os membros da família foram anteriormente incluídos como uma subfamília dentro da estreitamente relacionada Melyridae (o gênero Lobonyx em Dasytinae ). O registro fóssil de Prionoceridae foi registrado nos leitos Daohugou do Jurássico Médio da China ( Idgiaites jurassicus ), no âmbar da Birmânia Cenomaniano ( Cretaidgia burmensis ) e no riacho Ypresian Hat, no Canadá ( Prionocerites tattriei ).

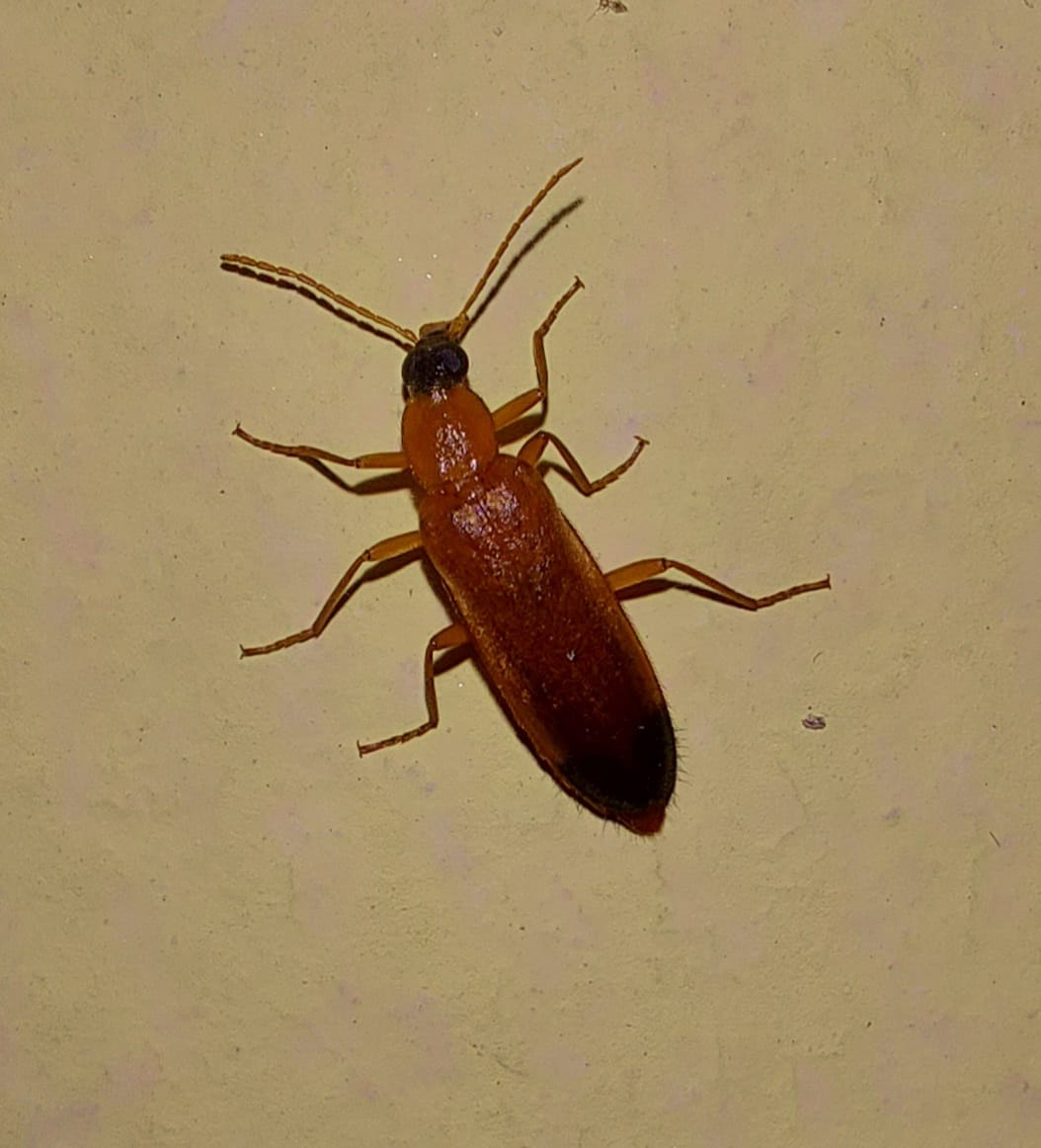
Idgia sp. do Sri Lanka

## Diversidade
Existem cerca de 150 espécies em três gêneros; Idgia Laporte, 1836 (Palaeotropical), Lobonyx Jacquelin du Val, 1859 (principalmente Paleárctico) e Prionocerus Perty, 1831.
A seguir está uma lista parcial das espécies que foram descritas (a colocação genérica e a validade não foram verificadas e provavelmente estão desatualizadas) :
†Cretaidgia Zhao, Liu & Yu, 2021
- †C. burmensis Zhao, Liu & Yu, 2021

Idgia Laporte, 1836
- See genus article

†Idgiaites
- †I. jurassicus

Lobonyx Jacquelin du Val, 1859
- L. aeneus (Fabricius, 1787)
- L. gracilis Reitter, 1872
- L. guerryi (Pic, 1920)[9]
- L. thoracicus Majer, 1990

†Prionocerites Lawrence, Archibald, & Ślipiński, 2008
- †P. tattriei Lawrence, Archibald, & Ślipiński, 2008[4]

Prionocerus Perty, 1831
- P. bicolor Redtenbacher, 1868
- P. caeruleipennis Perty, 1831
- P. championi Geiser, 2010
- P. malaysiacus Geiser, 2010
- P. paiensis Geiser, 2010
- P. opacipennis (Pic, 1920)
- P. viridiflavus Geiser, 2007
- P. wittmeri Geiser, 2010